# 蒙彼利埃区 (布赖顿)

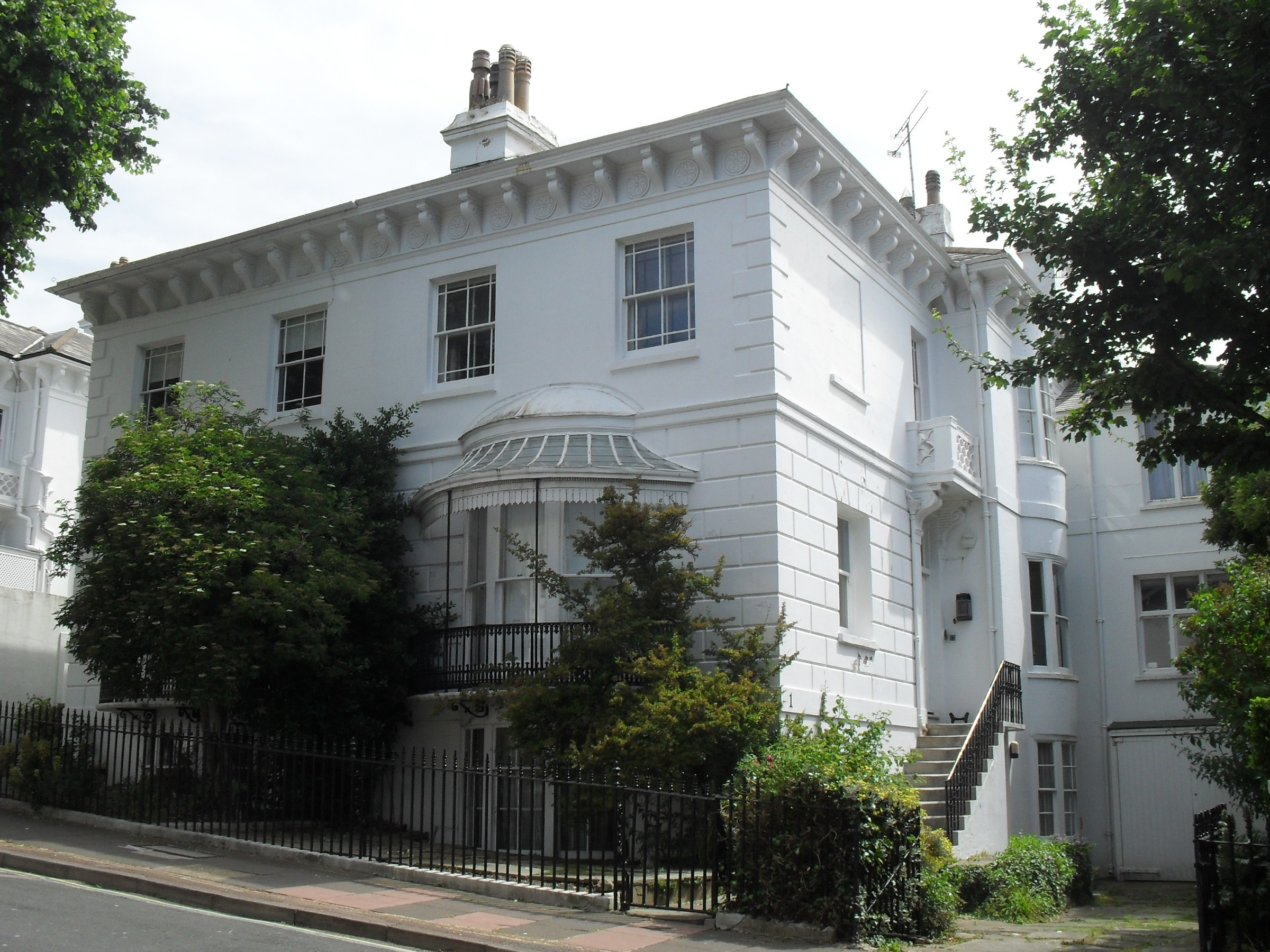
蒙彼利埃区

蒙彼利埃区 (布赖顿)（Montpelier）是英格兰南部海滨度假胜地布赖顿-霍夫的一个内郊区. 布赖顿市中心西北侧，与毗邻的克利夫顿山区域在19世纪中叶一同发展起来，形成了一个高档别墅区。该市两座最显著的维多利亚式教堂和一座地标性医院也在该区。在19世纪，布莱顿从渔业小镇演变为时尚的度假胜地，带来历时四分之一世纪的建筑热潮，蒙彼利埃和克利夫顿山转化成精心设计的住宅区。这一街区变化很少，有数百幢房屋被列为登录建筑，整个郊区都被列为该市的34个保护街区之一。